# جایزه بزرگ کانادا ۲۰۲۴
جایزه بزرگ کانادا ۲۰۲۴ (که به‌طور رسمی به Formula 1 AWS Grand Prix du Canada 2024 شناخته می‌شود) یک مسابقه موتوری فرمول یک است که در ۹ ژوئن ۲۰۲۴ در کانادا،  کبک، مونتریال، پیست ژیل ویلنوو شد. این مسابقه نهمین دور از مسابقات فرمول یک فصل ۲۰۲۴ بود که توسط ماکس فرستاپن از ردبول برده شد.

## زمینه
این رویداد برای چهل و سومین بار در پیست ژیل ویلنوو و طبق برنامه‌ریزی در آخر هفته ۹–۷ ژوئن  برگزار شد. این جایزه بزرگ نهمین دور از مسابقات فرمول یک فصل ۲۰۲۴ و پنجاه و سومین اجرای جایزه بزرگ کانادا به‌عنوان یک مسابقه فرمول یک است.

### جایگاه قهرمانی قبل از مسابقه
قبل از آخر هفته، ماکس فرستاپن با ۱۹۶ امتیاز در صدر جدول قهرمانی رانندگان قرار داشت که با ۳۱ امتیاز از شارل لکلرک در مقام دوم جلو بود. لاندو نوریس که ۵۶ امتیاز از لکلرک عقب بود، مقام سوم را کسب کرده‌بود.
در جدول قهرمانی سازندگان، ردبول ریسینگ با ۲۷۶ امتیاز در رده اول قرار داشت. فراری و مک‌لارن که دوم و سوم بودند، به ترتیب ۲۵۲ و ۱۸۴ امتیاز داشتند.

### ورودی‌ها
فهرست رانندگان و تیم‌ها رودی مسابقه تغییری با ورودی فصل ندارد. جک دوهان برای تمرین اول جای استابان اوکون را در آلپاین گرفت.

### انتخاب لاستیک‌ها
پیرلی به‌عنوان تهیه‌کننده لاستیک‌های فرمول یک، لاستیک‌های سی۳ به عنوان سخت، سی۴ به عنوان متوسط و سی۵ به عنوان نرم (نرم‌ترین انتخاب) را برای این مسابقه برگزید.
| رنگ | رنگ | نام         |
| --- | --- | ----------- |
| H   |     | سخت (سی۳)   |
| M   |     | متوسط (سی۴) |
| S   |     | نرم (سی۵)   |

### جریمه‌ها
استابان اوکون از آلپاین یک جریمه ۵ رده‌ای را برای این مسابقه حمل می‌کند. دلیل این جریمه برخورد او با هم‌تیمی‌اش پیر گاسلی در جایزه بزرگ موناکو بود.

## تمرین
برای این جایزه بزرگ، سه جلسه تمرین آزاد برگزار شد. اولین جلسه تمرین آزاد در روز ۷ ژوئن ۲۰۲۴، ساعت ۱۳:۳۰ به‌وقت محلی (یوتی‌سی ۴:۰۰-) برگزار شد. در این تمرین آزاد، لاندو نوریس از مک‌لارن اول شد. کارلوس ساینز از فراری و هم‌تیمی‌اش شارل لکلرک به‌ترتیب دوم و سوم بودند. در آغاز این جلسه تمرینی، باران باعث خیس بودن پیست شد، ولی پیست برای پایان تمرین خشک شد.
دومین جلسه در همان روز، ساعت ۱۷:۳۰ به‌وقت محلی برگزار شد. در این تمرین آزاد، فرناندو آلونسو از استون مارتین در مقام اول، بالاتر از جورج راسل از مرسدس و هم‌تیمی آلونسو، لانس استرول قرار گرفت.
سومین تمرین آزاد در ۸ ژوئن ۲۰۲۴، ساعت ۱۲:۳۰ به‌وقت محلی برگزار شد که در آن لوییس همیلتون از مرسدس در رده اول جلوتر از ماکس فرستاپن از ردبول ریسینگ قرار گرفت. جورج راسل از مرسدس هم در رده سوم قرار گرفت.

## تعیین‌خط
تعیین‌خط در روز ۸ ژوئن، ساعت ۱۶:۳۰ به‌وقت محلی (یوتی‌سی ۴:۰۰-) برگزار شد.

### قرارگیری در تعیین خط
| ر.                  | ش. | راننده              | تیم                | زمان‌های تعیین خط | زمان‌های تعیین خط | زمان‌های تعیین خط | رده نهایی |
| ر.                  | ش. | راننده              | تیم                | م۱               | م۲               | م۳               | رده نهایی |
| ------------------- | -- | ------------------- | ------------------ | ---------------- | ---------------- | ---------------- | --------- |
| ۱                   | ۶۳ | جورج راسل           | مرسدس              | ۱:۱۳٫۰۱۳         | ۱:۱۱٫۷۴۲         | ۱:۱۲٫۰۰۰         | ۱         |
| ۲                   | ۱  | ماکس فرستاپن        | ردبول ریسینگ-هوندا | ۱:۱۲٫۳۶۰         | ۱:۱۲٫۵۴۹         | ۱:۱۲٫۰۰۰         | ۲۱        |
| ۳                   | ۴  | لاندو نوریس         | مک‌لارن-مرسدس       | ۱:۱۲٫۹۵۹         | ۱:۱۲٫۲۰۱         | ۱:۱۲٫۰۲۱         | ۳         |
| ۴                   | ۸۱ | اسکار پیاستری       | مک‌لارن-مرسدس       | ۱:۱۲٫۹۰۷         | ۱:۱۲٫۴۶۲         | ۱:۱۲٫۱۰۳         | ۴         |
| ۵                   | ۳  | دنیل ریکاردو        | آربی-هوندا         | ۱:۱۳٫۲۴۰         | ۱:۱۲٫۵۷۲         | ۱٫۱۲٫۱۷۸         | ۵         |
| ۶                   | ۱۴ | فرناندو آلونسو      | استون مارتین-مرسدس | ۱:۱۳٫۱۱۷         | ۱:۱۲٫۶۳۵         | ۱:۱۲٫۲۲۸         | ۶         |
| ۷                   | ۴۴ | لوییس همیلتون       | مرسدس              | ۱:۱۲٫۸۵۱         | ۱:۱۱٫۹۷۹         | ۱:۱۲٫۲۸۰         | ۷         |
| ۸                   | ۲۲ | یوکی سونودا         | آربی-هوندا         | ۱:۱۲٫۷۴۸         | ۱:۱۲٫۳۰۳         | ۱:۱۲٫۴۱۴         | ۸         |
| ۹                   | ۱۸ | لانس استرول         | استون مارتین-مرسدس | ۱:۱۳٫۰۸۸         | ۱:۱۲٫۶۵۹         | ۱:۱۲٫۷۰۱         | ۹         |
| ۱۰                  | ۲۳ | الکساندر آلبون      | ویلیامز-مرسدس      | ۱:۱۲٫۸۹۶         | ۱:۱۲٫۴۸۵         | ۱:۱۲٫۹۷۶         | ۱۰        |
| ۱۱                  | ۱۶ | شارل لکلرک          | فراری              | ۱:۱۳٫۱۰۷         | ۱:۱۲٫۶۹۱         | —                | ۱۱        |
| ۱۲                  | ۵۵ | کارلوس ساینز جونیور | فراری              | ۱:۱۳٫۰۳۸         | ۱:۱۲٫۷۲۸         | —                | ۱۲        |
| ۱۳                  | ۲  | لوگان سارجنت        | ویلیامز-مرسدس      | ۱:۱۳٫۰۶۳         | ۱:۱۲٫۷۳۶         | —                | ۱۳        |
| ۱۴                  | ۲۰ | کوین مگنوسن         | هاس-فراری          | ۱:۱۳٫۲۱۷         | ۱:۱۲٫۹۱۶         | —                | ۱۴        |
| ۱۵                  | ۱۰ | پیر گاسلی           | آلپین-رنو          | ۱:۱۳٫۲۸۹         | ۱:۱۲٫۹۴۰         | —                | ۱۵        |
| ۱۶                  | ۱۱ | سرجیو پرز           | ردبول ریسینگ-هوندا | ۱:۱۳٫۳۲۶         | —                | —                | ۱۶        |
| ۱۷                  | ۷۷ | والتری بوتاس        | کیک سائوبر-فراری   | ۱:۱۳٫۳۶۶         | —                | —                | ۱۷        |
| ۱۸                  | ۳۱ | استابان اوکون       | آلپین-رنو          | ۱:۱۳٫۴۳۵         | —                | —                | ۲۰۲       |
| ۱۹                  | ۲۷ | نیکو هولکنبرگ       | هاس-فراری          | ۱:۱۳٫۹۷۸         | —                | —                | ۱۸        |
| ۲۰                  | ۲۴ | گوانیو ژو           | کیک سائوبر-فراری   | ۱:۱۴٫۲۹۲         | —                | —                | ۱۹        |
| زمان ۱۰۷٪: ۱:۱۷٬۴۲۵ |    |                     |                    |                  |                  |                  |           |
| منابع:              |    |                     |                    |                  |                  |                  |           |

نکات
- ^  – جورج راسل و ماکس فرستاپن در مرحله سوم زمان‌های یکسانی را ثبت کردند. چون راسل قبل از فرستاپن زمانش را ثبت کرد، پول پوزیشن از آن او شد.[۱۰]
- ^  – استابان اوکون از آلپاین به‌دلیل برخورد او با هم‌تیمی‌اش پیر گاسلی در جایزه بزرگ موناکو، یک جریمه ۵ رده‌ای دارد.[۷]

## مسابقه
مسابقه در ۹ ژوئن ۲۰۲۴، ساعت ۱۴:۰۰ به‌وقت محلی (یوتی‌سی ۴:۰۰-) برگزار شد و طبق برنامه‌ریزی ۷۰ دور طول کشید.

### گزارش
جورج راسل از مرسدس و مکس فرستاپن از ردبول هر دو با ثبت زمان ۱:۱۲:۰۰۰ در صدر جدول زمان‌گیری قرار گرفتند ولی راسل مسابقه را از پول پوزیشن آغاز کرد. مسابقه در شرایط بارانی و با تایرهای اینترمیدیت شروع شد. شارل لکرلرک از فراری به‌دلیل مشکل در موتور، مجبور به ترک مسابقه شد و هم‌تیمی‌اش کارلوس ساینز نیز در پیچ هفت کنترل خودروی خود را از دست داد و با الکس آلبون از ویلیامز برخورد کرد. هر دو راننده ویلیامز از ادامه مسابقه جا ماندند. سرجیو پرز از ردبول که رقابت را از جایگاه شانزدهم آغاز کرده بود، پس از آسیب بال عقب از مسابقه خارج شد اما به‌دلیل رانندگی با بال آسیب دیده، سه رده جریمه برای جایزه بزرگ اسپانیا دریافت کرد. در طول مسابقه دو بار خودروی ایمنی اعزام شد و در نهایت فرستاپن، لندو نوریس از مک‌لارن و راسل به ترتیب مقام‌های اول تا سوم را کسب کردند و هم‌تیمی راسل لوییس همیلتون در دور پایانی موفق به ثبت سریع‌ترین دور شد.

### قرارگیری مسابقه
| ر.                                                      | ش. | راننده              | تیم                | تعداد دور | زمان        | شروع | امتیاز |
| ------------------------------------------------------- | -- | ------------------- | ------------------ | --------- | ----------- | ---- | ------ |
| ۱                                                       | ۱  | ماکس فرستاپن        | ردبول ریسینگ-هوندا | ۷۰        | ۱:۴۵:۴۷٫۹۲۷ | ۲    | ۲۵     |
| ۲                                                       | ۴  | لاندو نوریس         | مک‌لارن-مرسدس       | ۷۰        | +۳٫۸۶۹      | ۳    | ۱۸     |
| ۳                                                       | ۶۳ | جورج راسل           | مرسدس              | ۷۰        | +۴٫۳۱۷      | ۱    | ۱۵     |
| ۴                                                       | ۴۴ | لوییس همیلتون       | مرسدس              | ۷۰        | +۴٫۹۱۵      | ۷    | ۱۳۱    |
| ۵                                                       | ۸۱ | اسکار پیاستری       | مک‌لارن-مرسدس       | ۷۰        | +۱۰٫۱۹۹     | ۴    | ۱۰     |
| ۶                                                       | ۱۴ | فرناندو آلونسو      | استون مارتین-مرسدس | ۷۰        | +۱۷٫۵۱۰     | ۶    | ۸      |
| ۷                                                       | ۱۸ | لانس استرول         | استون مارتین-مرسدس | ۷۰        | +۲۳٫۶۲۵     | ۹    | ۶      |
| ۸                                                       | ۳  | دنیل ریکاردو        | آربی-هوندا         | ۷۰        | +۲۸٫۶۷۲     | ۵    | ۴      |
| ۹                                                       | ۱۰ | پیر گاسلی           | آلپین-رنو          | ۷۰        | +۳۰٫۰۲۱     | ۱۵   | ۲      |
| ۱۰                                                      | ۳۱ | استابان اوکون       | آلپین-رنو          | ۷۰        | +۳۰٫۳۱۳     | ۱۸   | ۱      |
| ۱۱                                                      | ۲۷ | نیکو هولکنبرگ       | هاس-فراری          | ۷۰        | +۳۰٫۸۲۴     | ۱۷   |        |
| ۱۲                                                      | ۲۰ | کوین مگنوسن         | هاس-فراری          | ۷۰        | +۳۱٫۲۵۳     | ۱۴   |        |
| ۱۳                                                      | ۷۷ | والتری بوتاس        | کیک سائوبر-فراری   | ۷۰        | +۴۰٫۴۸۷     | پ. ل |        |
| ۱۴                                                      | ۲۲ | یوکی سونودا         | آربی-هوندا         | ۷۰        | +۵۲٫۶۹۴     | ۸    |        |
| ۱۵                                                      | ۲۴ | گوانیو ژو           | کیک سائوبر-فراری   | ۶۹        | +۱ دور      | پ. ل |        |
| ۱۶                                                      | ۵۵ | کارلوس ساینز جونیور | فراری              | ۵۲        | برخورد      | ۱۲   |        |
| ۱۷                                                      | ۲۳ | الکساندر آلبون      | ویلیامز-مرسدس      | ۵۲        | برخورد      | ۱۰   |        |
| ۱۸                                                      | ۱۱ | سرجیو پرز           | ردبول ریسینگ-هوندا | ۵۱        | حادثه       | ۱۶   |        |
| ۱۹                                                      | ۱۶ | شارل لکلرک          | فراری              | ۴۰        | مشکل موتور  | ۱۱   |        |
| ۲۰                                                      | ۲  | لوگان سارجنت        | ویلیامز-مرسدس      | ۲۳        | حادثه       | ۱۳   |        |
| سریع‌ترین دور: لوییس همیلتون (مرسدس) - ۱:۱۴٬۸۵۶ (دور ۷۰) |    |                     |                    |           |             |      |        |
| منابع:                                                  |    |                     |                    |           |             |      |        |

نکات
- ^  – شامل امتیاز همراه با سریع‌ترین دور.[۱۷]

## مقالات مرتبط
| مسابقهٔ قبلی: جایزه بزرگ موناکو ۲۰۲۴ | مسابقات قهرمانی جهان فرمول یک فصل ۲۰۲۴ | مسابقهٔ بعدی: جایزه بزرگ اسپانیا ۲۰۲۴ |
| مسابقهٔ قبلی: جایزه بزرگ کانادا ۲۰۲۳ | جایزه بزرگ کانادا                      | مسابقهٔ بعدی: جایزه بزرگ کانادا ۲۰۲۵  |